# Dih (film)
Dih je slovenski znanstvenofantastični triler iz leta 1983. 

### Zgodba
Zaradi neznane pljučne bolezni se začne stopnja umrljivosti dojenčkov hitro dvigovati. Zdravnica Barbara želi obvestiti javnost, toda nekateri zdravniki in uprava tega ne dopustijo, nato se družbeno ozračje še zaostruje. 

## Produkcija
Snemati so začeli na Vibi 25. marca 1983, konec so planirali za sredino maja.

## Zasedba
- Draga Potočnjak kot Barbara
- Ivo Ban kot Jurij
- Milena Zupančič kot Gojmirka
- Zvone Hribar kot Bojan
- Polde Bibič kot Smiljan
- Desa Muck
- Andrej Nahtigal kot direktor
- Damjana Černe
- Angelca Hlebce kot starka
- Ranko Gučevac
- Faruk Begolli kot Hajrudin
- Silvo Božič
- Stane Jamnikar
- Lidija Jenko
- Metod Pevec
- Nina Nemanič
- Zlatko Šugman kot predstojnik
- Renata Filač
- Teja Glažar kot Branka
- Božo Šprajc kot novinar
- Lojze Rozman kot Gabrič
- Gojmir Lešnjak
- Berta Bojetu
- Demeter Bitenc kot Berglez
- Franc Markovčič
- Branko Šturbej
- Ela Okršlar
- Tine Oman
- Branko Miklavc kot profesor
- Marko Okorn
- Teja Vetrovec
- Jože Vunšek
- Vojko Zidar kot Feo
- Aleš Valič kot Koprivnikar
- Metoda Zorčič kot Mija
- Janez Vajevec kot direktor
- Alja Tkačev